# Montse Clavé
Montse Clavé (Villamartín, Cadis, 1946) és una historietista catalana.
Montserrat Clavé Jové és una historietista pionera que es va iniciar en el còmic amb els quaderns romàntics de Bruguera. Des del 1976 forma part dels equips Butifarra, Entrañablesas, El Colectivo de la Historieta, Cul de Sac, Más Madera i La Sal. Activista política i feminista, va ser una precursora en la il·lustració de la masturbació i l'amor lèsbic. Ha rebut el V Premio Honorífico del Colectivo de Autoras de Cómic (2018). És germana menor del també historietista Florenci Clavé.